# La Roque-d’Anthéron
La Roque-d’Anthéron – miejscowość i gmina we Francji, w regionie Prowansja-Alpy-Lazurowe Wybrzeże, w departamencie Delta Rodanu.
Według danych na rok 1990 gminę zamieszkiwały 3923 osoby, a gęstość zaludnienia wynosiła 154 osoby/km² (wśród 963 gmin regionu Prowansja-Alpy-W. Lazurowe La Roque-d’Anthéron plasuje się na 160. miejscu pod względem liczby ludności, natomiast pod względem powierzchni na miejscu 400.).
La Roque-d’Anthéron jest miejscem międzynarodowych festiwali pianistycznych, jednej z największych fortepianowych imprez we Francji.